# MBN 금토 드라마
MBN 금토 드라마는 MBN에서 매주 금요일부터 토요일 오후 9시 40분에 방송 중인 미니 시리즈 드라마 프로그램이다.

## 개요
미니 시리즈 드라마 형식으로 방송 중이다.

## 프로그램 리스트
- 아래 프로그램은 2002년 11월 이후 시청 가능 연령을 표시하는 드라마 프로그램 등급 제도를 의무적으로 시행하여 현재까지 이어지고 있다.
- 2017년 3월 1일부터 TV 프로그램 등급 표시 외에 주제, 폭력성, 선정성, 언어, 모방 위험 등 분류 사유 표시를 의무적으로 시행하고 있다.

### 2020년대

#### 2024년
- 《나쁜 기억 지우개》 : 2024년 8월 2일 ~ 2024년 9월 21일

## 경쟁 프로그램
- KBS 2TV 금토 드라마
- MBC 금토 드라마
- SBS 금토 드라마
- TV조선 금토 드라마
- JTBC 금토 드라마
- 채널A 금토 드라마
- tvN 금토 드라마
- ENA 금토 드라마